# Glenda Jackson
Glenda May Jackson, CBE (født 9. maj 1936 i Birkenhead, nær Liverpool, død 15. juni 2023) var en britisk skuespillerinde og politiker.
Hun fik filmdebut i 1963 og gennembrud som Charlotte Corday i Peter Brooks Marat/Sade (1967), først på scene, derefter i filmversionen. Hun vandt både Oscar-priser for Women in Love (Når kvinder elsker, 1969) og A Touch of Class (En pikant affære, 1973) og havde større roller i Mary, Queen of Scots (Marie Stuart, dronning af Skotland, 1972; som dronning Elizabeth 1.), Hedda (1975; som Hedda Gabler) og The Return of the Soldier (Soldatens hjemkomst, 1982). Hun gjorde indtryk som dronning Elizabeth 1. i fjernsynsserien Elizabeth R (1971). Hun viste talent for komedie i bl.a. Hopscotch (Den vilde flugt, 1980) og medvirkede siden i Turtle Diary (Skildpadde dagbog, 1985) og Business as Usual (1987).
Jackson var i perioden 1992-2010 medlem af Parlamentet for Labour og virkede siden indvælgelsen kun sporadisk som skuespiller.
Hun blev udnævnt til kommandør af Order of the British Empire i 1978.